# Storena debasrae
Storena debasrae är en spindelart som beskrevs av Biswas 1992. Storena debasrae ingår i släktet Storena och familjen Zodariidae. Inga underarter finns listade i Catalogue of Life.